# Római művészet

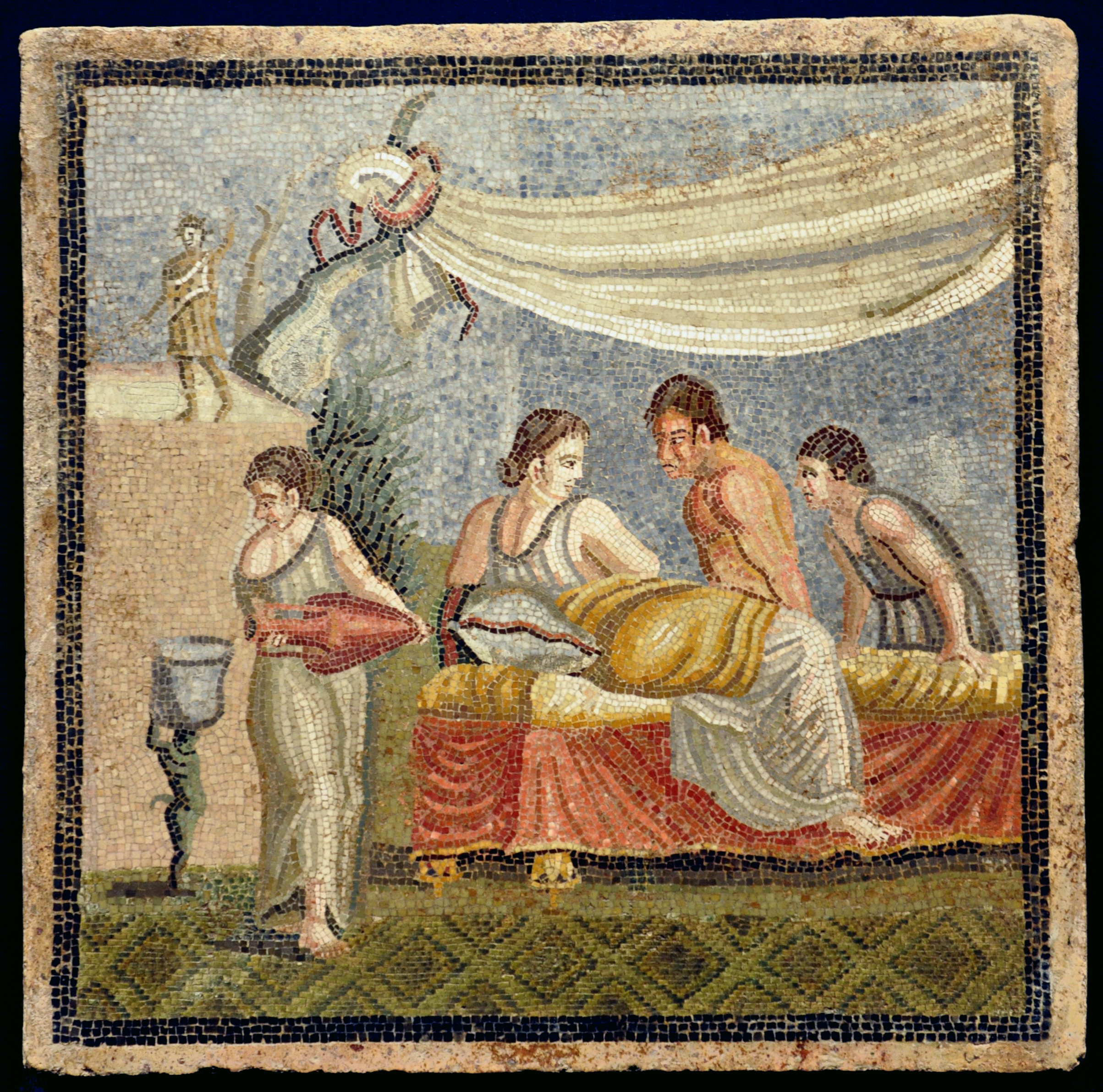
Szerelmi jelenet. A római mozaikok, mint az egész ókori művészet, elbeszélő jellegűek, történetet vagy eseményt ábrázolnak

Nehéz meghatározni, hogy körülbelül időszámításunk kezdetéig melyek a római művészet jellemző vonásai. Az időszámításunk előtt 6. században még az etruszkok uralkodtak a városban. Ez a nép elsősorban halotti kultuszával, sírkamra festményeivel tette ismertté magát, és alapvető épülettípusokat hagyott a rómaiakra.
A császárkorra kialakult a sajátos római építészet. A jellegzetes városi létesítmények elnyerik végső formájukat: a központi fórum körül álló templomok, a curia, a basilika, a paloták. A lakosság szórakoztatásáról amphiteátrumok, cirkuszok, színházak és fürdők gondoskodtak.
- Színház: félkör alakú orkhesztra, több emeletes szkéné, ami díszes homlokzatú és a nézőtér falával azonos magasságú volt, az előtte emelt színpadon játszottak.
- Amphiteatrum: föld illetve kő padsorokkal övezett elliptikus szabad tér, gladiátor- és állatviadalok, sportolás színhelye. Például: Colosseum.
- Cirkusz: kocsiversenyek, szárazföldi és tengeri harcjátékok bemutatására szolgálták, tulajdonképpen az amphiteátrumok szerkezetéből indultak ki. Például: Circus Maximus.
- Basilika: nagy csarnok, amely a vásárcsarnok és a törvényszék céljait egyesíti. Legtöbbször háromhajós, a főhajó magasabb és a mellékhajók fölé emelkedő falaiban vannak az ablakok. A legrégibb még kinyomozható ilyen épület a Bazilika Porcia.

A római mérnökök belső termeket is be tudtak fedni a boltív törvényei szerint: boltozattal, mely lényegében sűrűn egymás mellé rakott boltívek összefüggő rendszere. Két boltozat találkozásánál alakult ki a keresztboltozat. És ettől a bonyolult építészeti megoldástól már csak egyetlen lépés vezetett az ókori Róma legnagyobb vívmányáig, a kupoláig. Az európai építészetnek századokig mintaképe volt a Pantheon temploma.

## Építészet
A legfőbb építőanyag a tégla volt, de a rómaiak egyfajta betont is kitaláltak és alkalmaztak, melyet kavics, vulkáni hamu, zúzott cserép és kő keverékeként állítottak elő. Technikai vívmányaik közül legkiemelkedőbb a boltív.

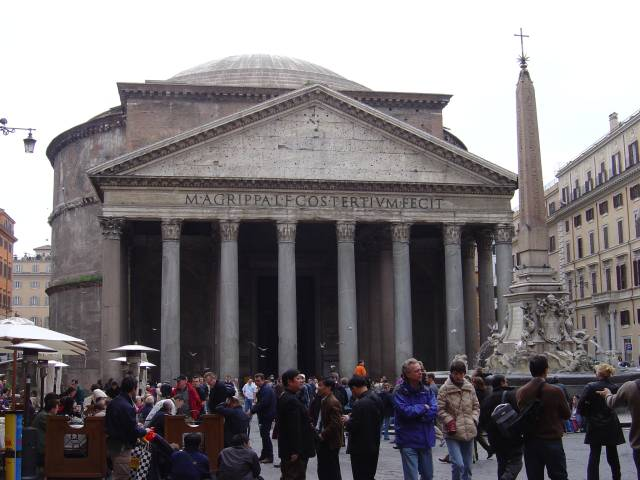
A Pantheon

A rómaiak nagyon sok várost építettek, szinte minden ilyen települést egyforma terv alapján építettek, s ebben következetesek voltak. A terv egy sakktáblaszerű beosztáson alapul, a várost két főutca, az északi-déli irányú cardo, és kelet-nyugati decumanus osztotta négy részre. Ezekkel párhuzamosan helyezkedett el a többi utca, és a négyzet vagy téglalap alakú háztömbök. A város közepén volt a forum, fallal vagy oszlopsorral körülvett, kikövezett tér. Új épületfajták keletkeztek: a városokban bérházak, fürdők, vízvezetékek, amfiteátrumok, diadalívek stb., de a templomok és mauzóleumok sem maradhattak el.
Később a városi építészet terén a rómaiak új formákat is bevezettek, ilyen a Pantheon, amely i. e. 27-ben épült Marcus Vipsanius Agrippa tervei alapján, azonban 80-ban leomlott, és csak Hadrianus uralkodása alatt, 126-ban épült újra az eredeti koncepciónak megfelelően. Nagyméretű, 43 méter átmérőjű kupolás kör alakú templom, melyhez háromsoros 14 méter magas, 8 korinthoszi oszloppal díszített mély előcsarnok csatlakozik. 7 méter vastag fala az aranymetszés szabályai szerint tagolódik. A tágas, kerek csarnokot a kupola zárja le, közepén nyílással, melynek közepén belátszik az ég. Más ablak nincs, de a tetőnyílás elég világosságot bocsát a tágas csarnok minden részébe. Az épület az óriási méretek ellenére csöppet sem nyomasztó, a hatalmas kupola úgy borul az emberre, mint egy második égbolt.

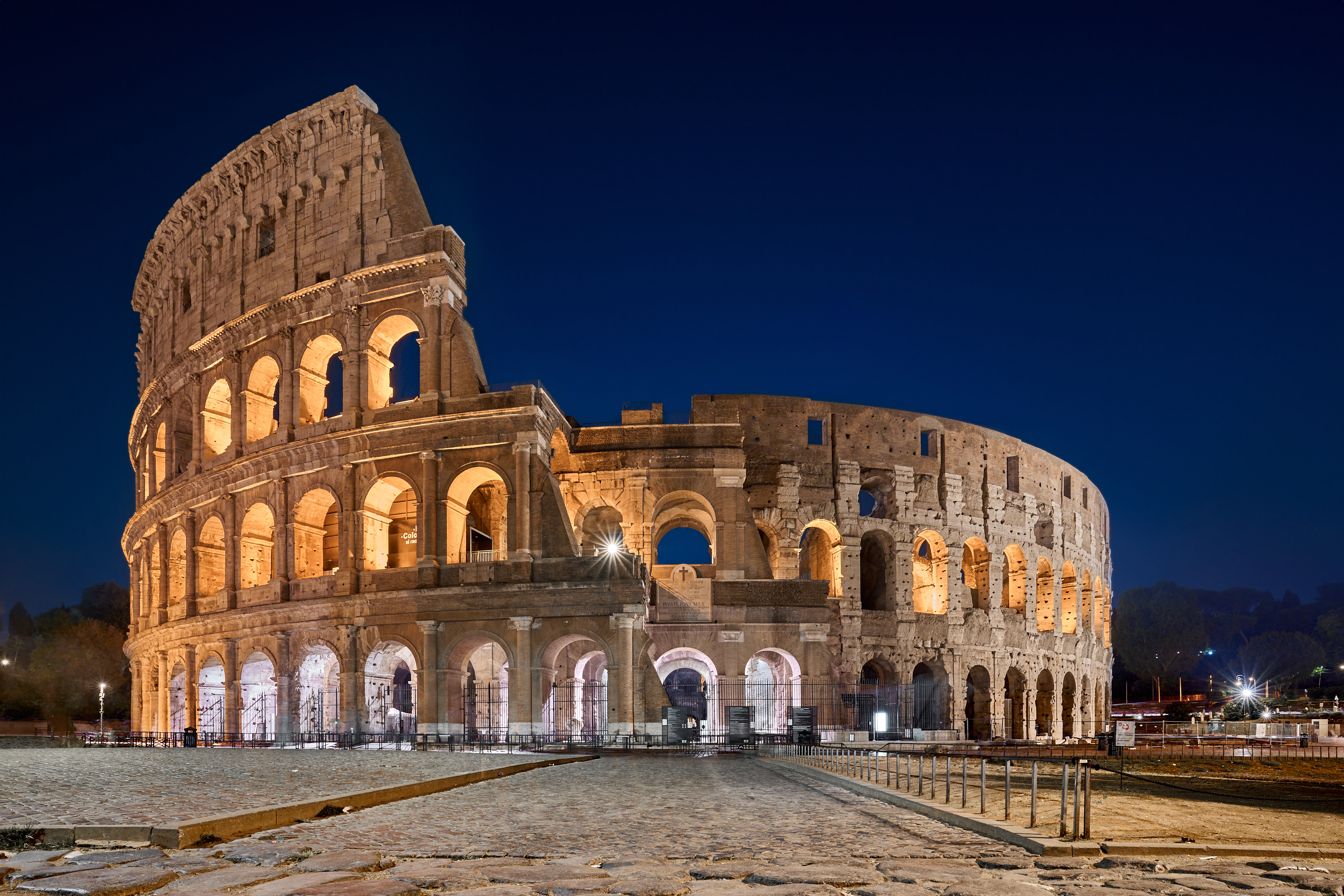
A római Colosseum

Az amfiteátrumok a gladiátori játékok, az állatviadalok és a 2–3. század folyamán esetenként a keresztények kínzásának fő színhelye. Amfiteátrumok a birodalom egész területén fennmaradtak jobb-rosszabb állapotban. A franciaországi Arles-ban, Nîmes-ben, a horvátországi Pulában és az olaszországi Veronában fennmaradt amfiteátrumokon kívül kitűnik a római Colosseum. Befogadóképessége 50 000 fő. Homlokzatán az oszloprendek felfelé egyre könnyedebbek. Az alsó szinten dór, középen ión, majd korinthoszi oszloprend követi egymást, ezt nevezzük colosseum-motívumnak. Nézőterét három lépcsőzetes emeletsor veszi körül. Arénáját vízicsatára is alkalmassá tehették. Mivel alatta folyosók és pincék helyezkedtek el, nagy részük földrengés alkalmával mára elpusztult. Három egymás fölé helyezett boltívsor támasztja a belső üléseket. A nézőtér alatt 7,5m betonalapozás van. Az 1300-as évek elejétől egyházi tulajdon, föl is keresztelték, mert sok keresztény halt itt mártírhalált. A 15. századtól kőbányaként használták, fehér kőburkolatát a rómaiak mind elhordták.
Diocletianus spliti palotájának alaprajza kissé ferde téglalap, a szárazföld felé néző három oldalát vastag, tornyos várfal övezi, negyedik oldala közvetlenül a tengerre nyílik. A császári lakosztályon kívül mauzóleum, Jupiter- és Cybele-templom, oszlopcsarnok, föld alatti folyosók és termek alkotják, s ma is jó állapotban van. A mauzóleum kívülről nyolcszögletes, belülről kör alakú, belsejét fülkék tagolják, korinthoszi oszlopok veszik körül. Teteje kupola, mely belülről félgömb, kívülről pedig nyolcoldalú gúla.

## Szobrászat

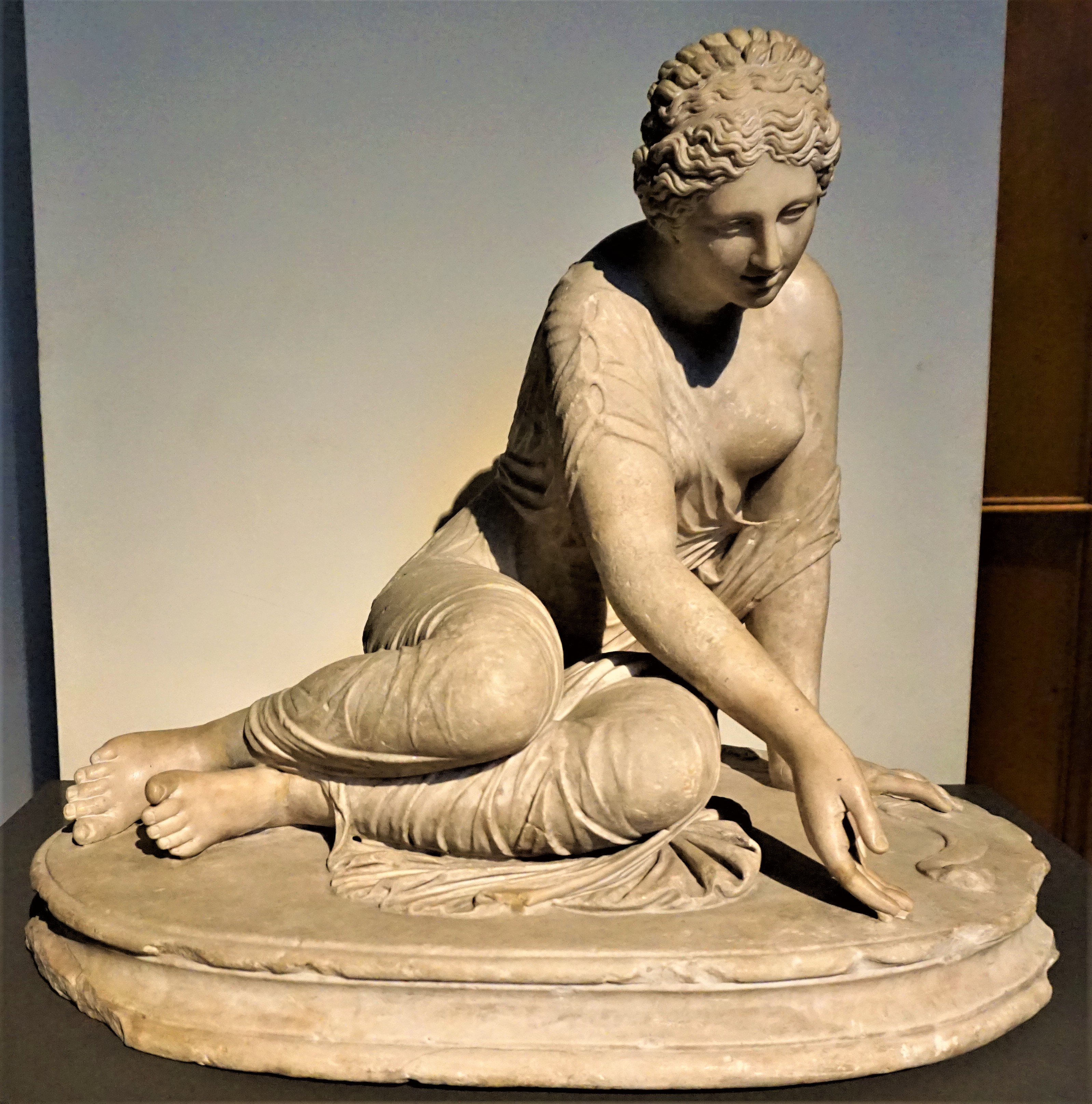
Astragalosszal, csontból készült dobókockákkal játszó fiatal nő

Az ókori rómaiak a temetési szertartásokon őseik viaszképmását hordozták a gyászmenet előtt, nyilván ők is azt hitték, hogy a képmásban a halott lelke él tovább.
Több évszázadon át császárok, és egyszerű polgárok egész arcképcsarnokát formázták meg. A portrék közvetlenek és reálisak. Realizmusuk a görög és etruszk hagyományokból, és abból a régi római szokásból gyökerezik, hogy az elhunyt arcának viaszlenyomatát is megőrizték. Az olyan szobrok, mint Augustus császáré, a megmintázott személy tulajdonságait tükrözik, de egyben azt az eszmét is, hogy az uralkodó isteni eredetű. Habár az egész szobor idealizált, a részletek, például az öltözék, a római művészi szellemiségről tanúskodnak. Vespasianus mellszobrán azonban semmi sem árulja el, hogy isteni eredetű. Lehetne hatalmas bankár is, vagy hajózási vállalat tulajdonosa. De az arca mégsem közönséges. Ezek az élethű portrészobrok ha pontosan utánozzák is a valóságot, sosem hétköznapiak.
Ugyanez a realizmus jellemző a történelmi eseményeket ábrázoló római domborművekre is. És van még egy fajtája a művészetnek, ami tipikusan római. Győzedelmes hadjárataikat domborművekben hagyták az utókorra. A Traianus-oszlopon, melyet a római Forum Romanumon emeltek 113-ban, vésett képszalag fut körbe, és a császár két sikeres hadjáratát örökíti meg. De mert az ilyen műalkotásoktól megkívánták, hogy részletes legyen, hiszen az otthonmaradtakat kellett pontosan értesíteni a katonák hőstetteiről, megváltozott a stílus. Nem harmóniára, szépségre, drámaiságra törekedett a művész, a hőstettek szemléltetése volt a fontos.

## Festészet
A római festészet maradványai leginkább Pompeiiben maradtak fenn, a várost ugyanis a Vezúv 79. évi kitörésekor láva és hamu lepte el, ami megőrizte a festményeket. Pompejiben fejlődött folyamatosan a falfestészet. A villákban mindenütt falfestmények díszítették a falakat: festett oszlopsorok, bekeretezett képeket utánzó díszítmények, színpadi képek. A festmények a falat teljesen elborították. A falmező közepén, a csendélettől kezdve a mindennapi életből vett jeleneteken át a történelmi, mitológiai tárgyú képekig mindenféle ábrázolás megtalálható. A festészet a hétköznapi életből veszi témáit: borbélyüzleteket, színházi jeleneteket ábrázolnak.

## Mozaikok

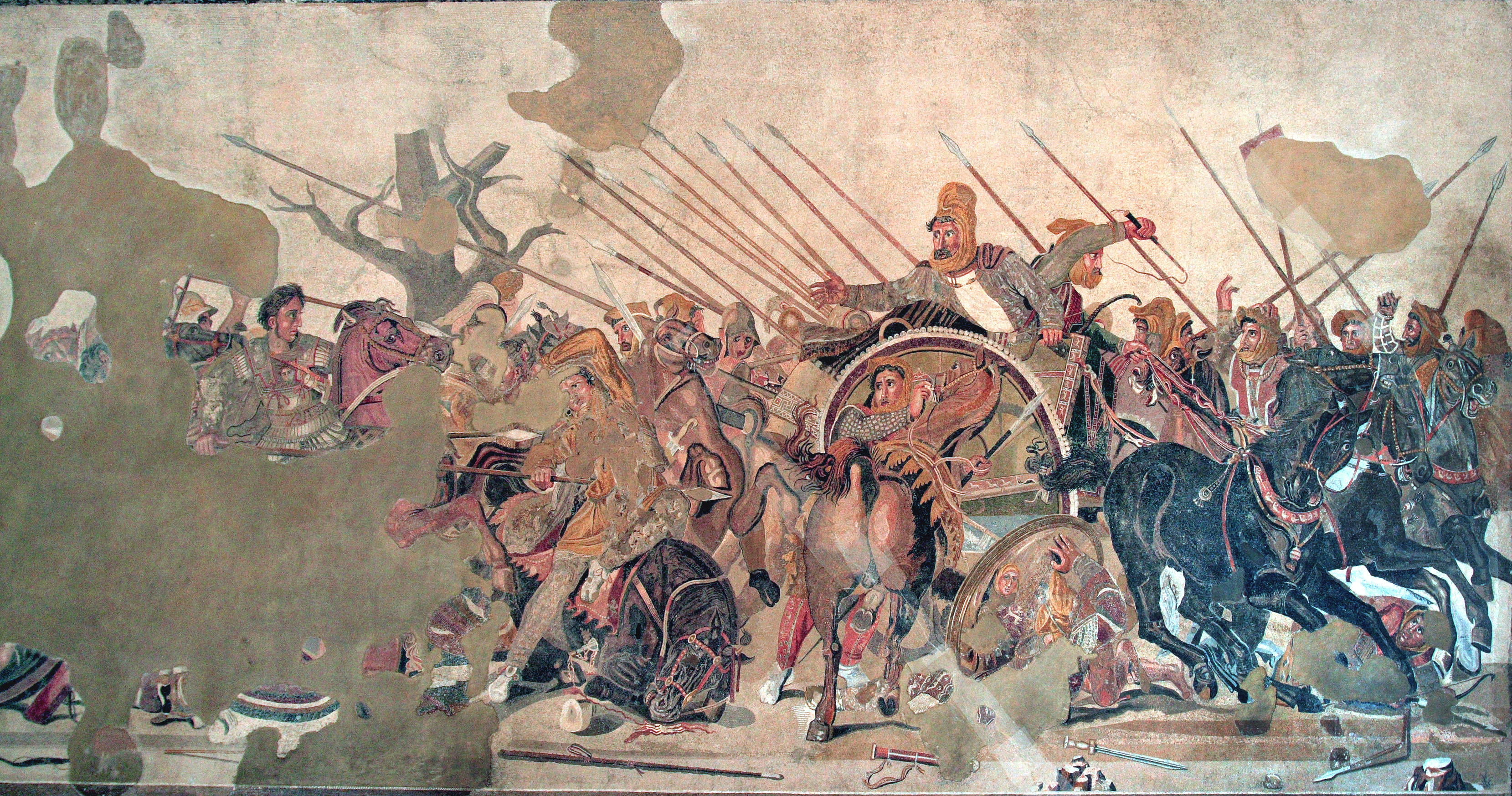
Az isszoszi csata

Mozaikok az egykori Római Birodalom egész területén fennmaradtak. A mozaikok, mint az egész ókori művészet, elbeszélő jellegűek, történetet vagy eseményt ábrázolnak nagy természetességgel és realisztikusan. Megemlíthető az egyik pompei házban, az isszoszi csatát ábrázoló nagyméretű mozaik, mely a Nagy Sándor és Dáriusz vezette lovasságot nagy művészi és technikai jártassággal tárja elénk. Kiemelkedők a Salonában feltárt mozaikpadlók is, amelyek Orpheuszt és Szapphót ábrázolják madarak és geometrikus díszítőelemek között, továbbá Romuliana padlómozaikjai, melyek közül az egyik Dionüszoszt ábrázolja egy leopárddal.

## Gliptika

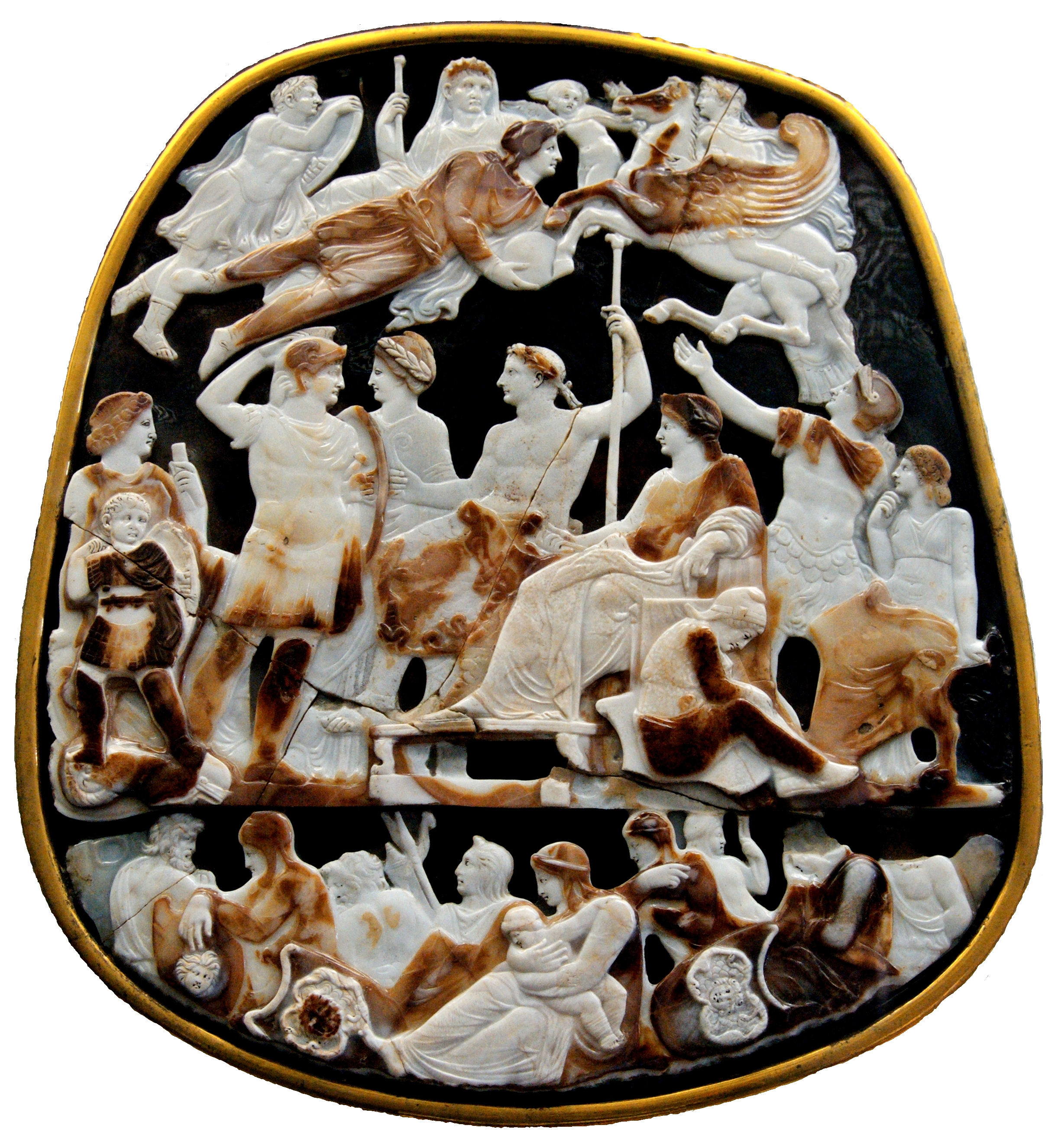
Több rétegű színes nemeskőből faragott római kámea

A gliptika, a vésett faragású, illetve díszítésű, drágakövek vagy féldrágakövek művészete, szintén fejlett volt mind a helleniszikus, mind a római korban. A leggyakoribb az ónix és szardonix gemma és kámea. Mindre a tökéletes kidolgozás és a harmónia jellemző. A római gliptika egyik remekművét Szerbiában fedezték fel, Kusadak-nál. Ez egy ónix kámea, amelynek rétegei a hófehértől a sötétbarnáig minden árnyalatot felölelnek. Győztes római hadvezért ábrázol egy lovon. A ló lába előtt a rab barbárok hevernek. A kámea stílusa a 4. századra utal, így a hadvezér valószínűleg I. Constantinus.